# Jocelyn Rae
Jocelyn Rae (Arnold, 20 febbraio 1991) è un'ex tennista britannica.

## Statistiche

### Doppio

#### Sconfitte (4)
| Legenda               |
| --------------------- |
| Grande Slam (0)       |
| Argenti Olimpici (0)  |
| WTA Finals (0)        |
| Premier Mandatory (0) |
| Premier 5 (0)         |
| Premier (0)           |
| International (4)     |
| WTA 125s (0)          |

| N. | Data              | Torneo                           | Superficie  | Compagna     | Avversarie in finale                   | Punteggio        |
| 1. | 20 luglio 2014    | Swedish Open, Båstad             | Terra rossa | Anna Smith   | Andreja Klepač María Teresa Torró Flor | 1-6, 1-6         |
| 2. | 14 giugno 2015    | Nottingham Open, Nottingham      | Erba        | Anna Smith   | Raquel Kops-Jones Abigail Spears       | 6-3, 3-6, [9-11] |
| 3. | 17 settembre 2016 | Japan Women's Open Tennis, Tokyo | Cemento     | Anna Smith   | Shūko Aoyama Makoto Ninomiya           | 3-6, 3-6         |
| 4. | 18 giugno 2017    | Nottingham Open, Nottingham (2)  | Erba        | Laura Robson | Monique Adamczak Storm Sanders         | 4-6, 6-4, [4-10] |